# Hulhudheli
Hulhudheli är en ö i Södra Nilandheatollen i Maldiverna.  Den ligger i administrativa atollen Dhaalu, i den centrala delen av landet, 165 km sydväst om huvudstaden Malé.